# Ванкувер, Джордж
Джордж Ванкувер (англ. George Vancouver; 22 июня 1757 (по некоторым данным — 1758), Кингс-Линн — май 1798, Ричмонд-апон-Темс) — английский мореплаватель и исследователь.

## Биография
В возрасте 14 или 15 лет устроился в английский военный флот на корабль капитана Джеймса Кука, приняв участие во втором (1772—1775) и третьем (1776—1780) кругосветных путешествиях знаменитого мореплавателя. Участвовал в последней высадке Кука на Гавайские острова, а после смерти Кука довел экспедицию до конца.

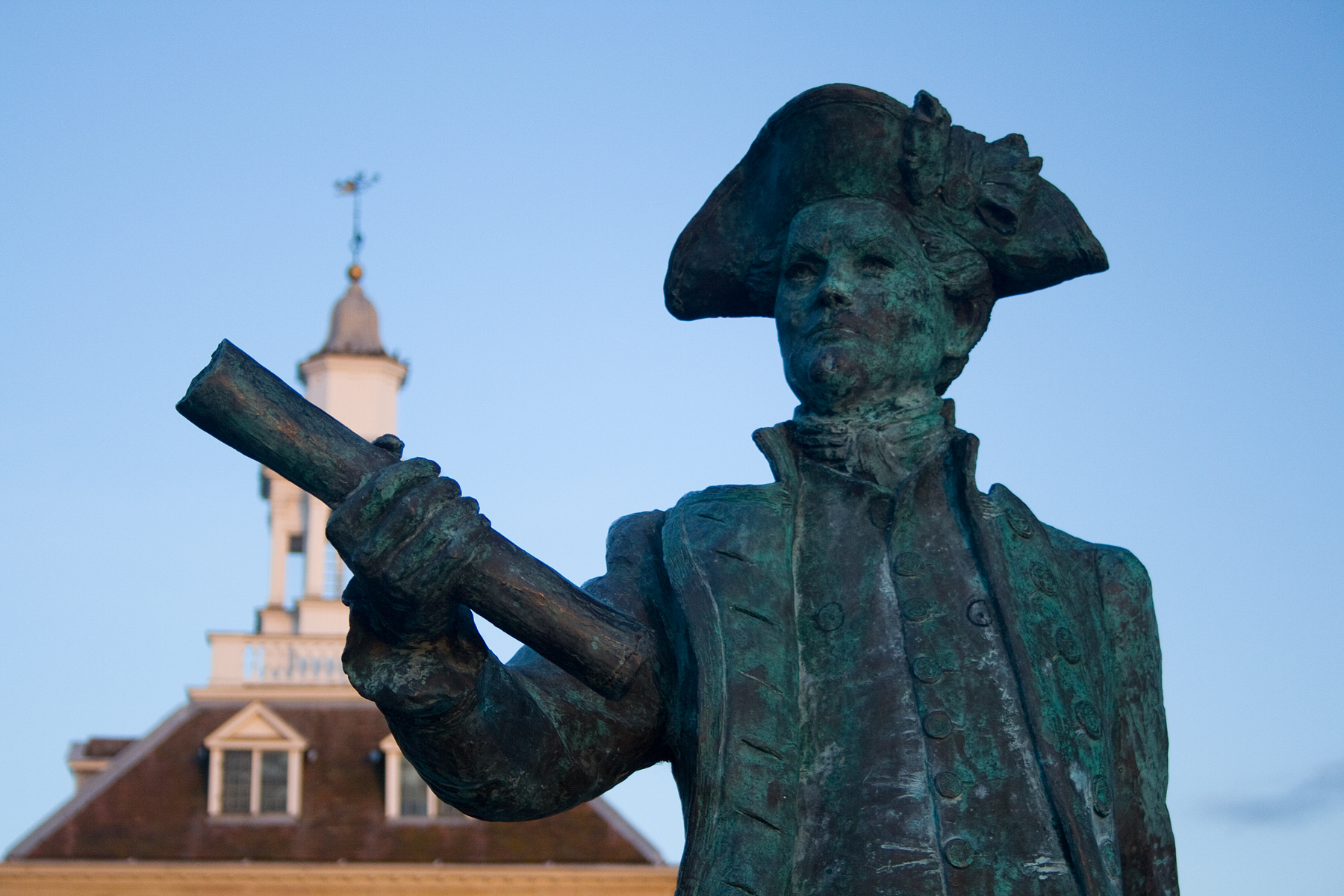
Памятник Джорджу Ванкуверу в Кингс-Линне

В 1791 году был назначен начальником большой морской экспедиции на барк «Дискавери», который проводил картографические и исследовательские работы в Тихом океане. Под командованием Ванкувера были исследованы западный берег Южной Америки, Сандвичевы острова, но наиболее заметны его исследования тихоокеанского побережья Северной Америки и на соседних островах между 39° и 51° северной широты на месте современных штатов Калифорния (северная часть), Орегон и Вашингтон, а также южной части канадской провинции Британская Колумбия.
В 1792 году Джордж Ванкувер исследовал побережье от мыса Мендосино (39°20’ с. ш.) до пролива Хуан-де-Фука (48°30’ с. ш.), а также побывал в устье неизвестной европейцам до того времени большой реки (современная река Колумбия). Позже он подробно картографировал остров, названный впоследствии его именем.
Возвратившись в Англию, с 1795 года до последних дней был занят описанием своего путешествия. Его труд вышел в свет в год смерти автора под названием «Voyage of Discovery to the North Pacific Ocean» (Лондон, 1798).
После кончины Джорджа Ванкувера в 1798 году этот отчёт был существенно дополнен лейтенантом Питером Пьюджетом.

## Память
Именем Джорджа Ванкувера названы два города: один в Канаде, другой — в США, а также большой остров у западного побережья Канады.